# Dolomedes minahassae
Espèce
Dolomedes minahassae est une espèce d'araignées aranéomorphes de la famille des Dolomedidae.

## Distribution
Cette espèce est endémique de Sulawesi en Indonésie. Elle se rencontre vers Masarang.

## Description
La carapace de la femelle holotype mesure 10 mm de long sur 9,5 mm et l'abdomen 11 mm.

## Liste des espèces
Selon World Spider Catalog (version 25.5, 11/02/2025) :
- Dolomedes minahassae minahassae Merian, 1911
- Dolomedes minahassae vulcanicus Merian, 1911

## Systématique et taxinomie
Cette espèce a été décrite par Merian en 1911.

## Publication originale
- Merian, 1911 : « Die Spinnenfauna von Celebes. Beiträge zur Tiergeographie im Indoaustralischen Archipel. » Zoologische Jahrbücher, Abteilung für Systematik, Geographie und Biologie der Tiere, vol. 31, p. 165-354 (texte intégral).